# Lista de atuais chefes de governo no Reino Unido e dependências
No Reino Unido, vários títulos são usados para o chefe de governo de cada um dos países constituintes do Reino Unido, Dependências da Coroa Britânica e Territórios Ultramarinos Britânicos. Após as eleições para a assembleia ou parlamento, o partido político (ou coligação partidária) com a maioria dos assentos é convidado a formar um governo. O Monarca (no Reino Unido) ou governador e vice-governador (nos Territórios Ultramarinos e Dependências da Coroa) nomeia o chefe de governo, cujo conselho de ministros é coletivamente responsável perante a assembleia.
O líder do Governo britânico é intitulado Primeiro-ministro, o líder de governo de cada um dos países constituintes é chamado de Ministro principal (First Minister) enquanto os termos ministro-chefe e primeiro-ministro são aplicáveis nos Territórios Ultramarinos. O título de Ministro-chefe é utilizado em todas as Dependências da Coroa, exceto em Guernsey, onde o líder do governo é referido como Presidente do Comitê de Política e Recursos.

## Chefes de governo no Reino Unido
| Reino            | Chefe de governo                   | Chefe de governo | Data de posse          | Partido político  | Ref.  |
| ---------------- | ---------------------------------- | ---------------- | ---------------------- | ----------------- | ----- |
| Reino Unido      | Primeiro-ministro Sir Keir Starmer |                  | 5 de julho de 2024     | Trabalhista       | [ 1 ] |
| Escócia          | Primeiro-ministro John Swinney     |                  | 8 de maio de 2024      | Nacional Escocês  | [ 2 ] |
| Irlanda do Norte | Primeira-ministra Michelle O'Neill |                  | 3 de fevereiro de 2024 | Sinn Féin         | [ 4 ] |
| País de Gales    | Primeiro-ministro Vaughan Gething  |                  | 20 de março de 2024    | Trabalhista Galês | [ 5 ] |

## Chefes de governo nas Dependências da Coroa
| Dependência | Chefe de governo              | Chefe de governo | Data de posse       | Partido político | Ref. |
| ----------- | ----------------------------- | ---------------- | ------------------- | ---------------- | ---- |
| Jersey      | Ministra-Chefe Kristina Moore |                  | 12 de julho de 2022 | Independente     |      |